# Dendrologie

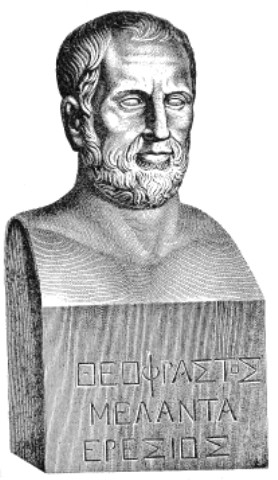
Buste van Theophrastus

Dendrologie (Grieks δένδρον, dendron = „boom“) is de studie van bomen, heesters en in het algemeen houtachtige planten. De term boomkunde is misleidend en wordt weinig gebruikt. Het is een wetenschappelijk deelgebied van de botanie. Als grondlegger van de dendrologie wordt de Griekse filosoof en natuurvorser Theophrastus van Eresus beschouwd.
Dendrologen beperken zich veelal tot de gewassen die in de gematigde streken groeien, omdat het hout in de tropen wezenlijke verschillen toont door de afwezigheid van seizoenen.
Dendrologie en de taxonomie van andere planten zijn moeilijk te scheiden. Houtachtige planten komen niet in alle families voor, maar de families waar ze wel voorkomen, hebben vaak ook niet-houtachtige leden. Veelal vormen de houtachtigen een minderheid.
In Nederland houdt de Nederlandse Dendrologische Vereniging zich met de studie van bomen bezig. In België is dat Belgische Dendrologie Belge.
Een deelgebied is de dendrochronologie, beter bekend als jaarringenonderzoek.